# الکساندر لاورنتسف
الکساندر لاورنتسف (اوکراینی: Олександр Сергійович Лавренцов؛ زادهٔ ۱۵ دسامبر ۱۹۷۲) بازیکن فوتبال اهل اوکراین است.
از باشگاه‌هایی که در آن بازی کرده‌است می‌توان به باشگاه فوتبال کریفباس کریفیی ریه، باشگاه فوتبال مسکو، باشگاه فوتبال کریلیا سووتوف سامارا، و باشگاه فوتبال آرسنال کی‌یف اشاره کرد.